# Sekundærrute 587
De Sekundærrute 587 is een secundaire weg in Denemarken. De weg loopt van Langå via Laurbjerg en Hadsten naar Hornslet. De Sekundærrute 587 loopt door Midden-Jutland en is ongeveer 37 kilometer lang.